# Sveučilište u Prištini
Sveučilište u Prištini (alb.: Universiteti i Prishtinës; srp.: Универзитет у Приштини; tur.: Priştina Üniversitesi; lat.: Universitas Studiorum Prishtiniensis),  sveučilišna je ustanova u glavnom gradu Republike Kosovo Prištini.
Osnovano je 18. studenoga 1969. godine u Prištini, kao gradu koji je sjedište socijalističke autonomne pokrajine u SR Srbiji. Godine 1999. je zbog rata, došlo do podjele Sveučilišta kada albanski nastavnici i studenti, pak nastavljaju rad u instituciji pod istim imenom u Prištini.
Od 1999. godine kad je postalo vjerojatno da će se Kosovo uspjeti osamostaliti uz pomoć NATO-a, odvojilo se srpsko sveučilište. Nastavnici i studenti srpske nacionalnosti izbjegli su u Središnju Srbiju, gdje su nastavili djelovati pod istim imenom.

## Vanjske poveznice
- Faqja Zyrtare  Arhivirana inačica izvorne stranice od 7. rujna 2008. (Wayback Machine)